# Serge Korber
Serge Korber (ur. 1 lutego 1936 w Paryżu, zm. 23 stycznia 2022 w Brens) – francuski reżyser filmowy i scenarzysta.
W 1962 wystąpił jako Maurice, „Plumitif” w filmie psychologicznym Cleo od 5 do 7 w reżyserii Agnès Vardy. Na początku lat 60. nakręcił kilka filmów krótkometrażowych, jego pierwszym filmem fabularnym była komedia romantyczna Siedemnaste niebo (Un garçon, une fille. Le dix-septième ciel, 1965) z Jean-Louis Trintignantem w roli głównej. Zrealizował komedię Idiota w Paryżu (Un idiot à Paris, 1967) z Jeanem Lefebvre, Bernardem Blier, Bernadette Lafont, Paulem Préboist, Robertem Dalban i Pierre Richardem w roli agenta policji.
Był jednym z siedmiu reżyserów filmów 
krótkometrażowych dotyczących seksu, pragnienia, samotności ujętych w jednym dramacie Decameron ’69.
W 1970 zrealizował dwie komedie z udziałem Louisa de Funèsa. Były to: Człowiek orkiestra (L’Homme orchestre, 1970) i Zawieszeni na drzewie (Sur un arbre perché, 1971). Jego kolejny film Les feux de la chandeleur (1972) z muzyką Michela Legranda i udziałem Annie Girardot, Claude Jade i Jeana Rocheforta jest oficjalny wpis do konkursu Międzynarodowy Festiwal Filmowy w Cannes 1972.
W połowie lat 70. pod pseudonimem John Thomas wyreżyserował filmy pornograficzne, w tym Hard Love (La Vie sentimentale de Walter Petit, 1975) z Marcelem Dalio i Gabrielem Pontello.